# Segunda División de Chile 1978
El Campeonato Nacional de Fútbol de Segunda División de 1978 fue el 27° torneo disputado de la segunda categoría del fútbol profesional chileno. Contó con la participación de 19 equipos, uno más que la temporada anterior, ya que fue incluido Deportes Arica, que hacía su debut en el profesionalismo. 
El torneo consistió en un campeonato a dos ruedas con un sistema de todos contra todos y el campeón final fue Santiago Wanderers, equipo que ascendió junto al subcampeón Naval. En ese torneo, el equipo caturro tuvo como máximas figuras a Juan Carlos Letelier, Reynaldo Hoffmann y el argentino Alfredo Quinteros, quien fué uno de los pocos sobrevivientes, del plantel que descendió de Primera División, en la temporada anterior.
En la parte baja de la tabla de posiciones se ubicó Iberia, que mantuvo su cupo en Segunda, ya que se decidió aumentar el cupo a 20 equipos para 1979.

## Movimientos divisionales
| Pos | a Primera División de Chile 1978 |
| --- | -------------------------------- |
| 1º  | Coquimbo Unido (Campeón)         |
| 2º  | Rangers                          |
| 3º  | Cobreloa                         |

| Pos | Expansión (Zona Norte) |
| --- | ---------------------- |
| -   | Deportes Arica         |

| Pos | Descendido desde Primera División de Chile 1977 |
| --- | ----------------------------------------------- |
| 1º  | Deportes Antofagasta                            |
| 2º  | Deportes Ovalle                                 |
| 3º  | Santiago Wanderers                              |

| Pos | Asociación de Origen |
| --- | -------------------- |
| -   | -                    |

## Equipos participantes
| Equipo               | Ciudad                              |
| -------------------- | ----------------------------------- |
| Colchagua            | San Fernando                        |
| Curicó Unido         | Curicó                              |
| Deportes Arica       | Arica                               |
| Deportes La Serena   | La Serena                           |
| Deportes Linares     | Linares                             |
| Deportes Ovalle      | Ovalle                              |
| Ferroviarios         | Estación Central, Santiago de Chile |
| Iberia               | Los Ángeles                         |
| Independiente        | Cauquenes                           |
| Magallanes           | San Bernardo, Santiago de Chile     |
| Malleco Unido        | Angol                               |
| Regional Antofagasta | Antofagasta                         |
| Naval                | Talcahuano                          |
| San Antonio Unido    | San Antonio                         |
| San Luis             | Quillota                            |
| Santiago Wanderers   | Valparaíso                          |
| Trasandino           | los Andes                           |
| Unión La Calera      | La Calera                           |
| Unión San Felipe     | San Felipe                          |

## Tabla final
| Pos | Equipo               | PJ | PG | PE | PP | GF | GC | Dif | Pts |
| --- | -------------------- | -- | -- | -- | -- | -- | -- | --- | --- |
| 1   | Santiago Wanderers   | 36 | 17 | 15 | 4  | 48 | 27 | 21  | 49  |
| 2   | Naval                | 36 | 18 | 11 | 7  | 62 | 39 | 23  | 47  |
| 3   | Deportes Ovalle      | 36 | 18 | 10 | 8  | 65 | 38 | 27  | 46  |
| 4   | Magallanes           | 36 | 16 | 14 | 6  | 47 | 34 | 13  | 46  |
| 5   | Regional Antofagasta | 36 | 15 | 15 | 6  | 43 | 35 | 8   | 45  |
| 6   | Deportes La Serena   | 36 | 16 | 10 | 10 | 59 | 44 | 15  | 42  |
| 7   | Trasandino           | 36 | 15 | 11 | 10 | 51 | 41 | 10  | 41  |
| 8   | Ferroviarios         | 36 | 14 | 12 | 10 | 57 | 55 | 2   | 40  |
| 9   | San Antonio Unido    | 36 | 11 | 14 | 11 | 51 | 49 | 2   | 36  |
| 10  | Malleco Unido        | 36 | 13 | 9  | 14 | 46 | 43 | 3   | 35  |
| 11  | Deportes Arica       | 36 | 13 | 9  | 14 | 44 | 45 | -1  | 35  |
| 12  | San Luis             | 36 | 10 | 11 | 15 | 44 | 54 | -10 | 31  |
| 13  | Independiente        | 36 | 12 | 6  | 18 | 53 | 60 | -7  | 30  |
| 14  | Colchagua            | 36 | 10 | 10 | 16 | 40 | 53 | -13 | 30  |
| 15  | Deportes Linares     | 36 | 9  | 12 | 15 | 40 | 55 | -15 | 30  |
| 16  | Unión La Calera      | 36 | 9  | 11 | 16 | 50 | 61 | -11 | 29  |
| 17  | Unión San Felipe     | 36 | 7  | 15 | 14 | 49 | 65 | -16 | 29  |
| 18  | Curicó Unido         | 36 | 7  | 10 | 19 | 35 | 52 | -17 | 24  |
| 19  | Iberia               | 36 | 5  | 9  | 22 | 36 | 70 | -34 | 19  |

PJ=Partidos jugados; PG=Partidos ganados; PE=Partidos empatados; PP=Partidos perdidos; GF=Goles a favor; GC=Goles en contra; Dif=Diferencia de gol; Pts=Puntos
|  | Campeón. Asciende a Primera División |
|  | Asciende a Primera División          |
|  | Clasifica a la Liguilla de promoción |
|  | Descenso suspendido                  |

## Liguilla de promoción
Clasificaron a la liguilla de promoción los equipos que se ubicaron en 3° y 4° lugar de la Segunda División (Deportes Ovalle y Magallanes), con los equipos que se ubicaron en 15° y 16° lugar de la Primera División (Ñublense y Coquimbo Unido). Se jugó una ronda con un sistema de todos contra todos, clasificando a Primera División los dos primeros equipos ubicados en la tabla de posiciones.
| Pos | Equipo          | PJ | PG | PE | PP | GF | GC | Dif | Pts |
| --- | --------------- | -- | -- | -- | -- | -- | -- | --- | --- |
| 1   | Coquimbo Unido  | 3  | 2  | 1  | 0  | 9  | 6  | 3   | 5   |
| 2   | Ñublense        | 3  | 2  | 0  | 1  | 7  | 5  | 2   | 4   |
| 3   | Deportes Ovalle | 3  | 0  | 2  | 1  | 6  | 8  | -2  | 2   |
| 4   | Magallanes      | 3  | 0  | 1  | 2  | 5  | 8  | -3  | 1   |

PJ=Partidos jugados; PG=Partidos ganados; PE=Partidos empatados; PP=Partidos perdidos; GF=Goles a favor; GC=Goles en contra; Dif=Diferencia de gol; Pts=Puntos
1º Fecha
| 2 de diciembre de 1978 | Coquimbo Unido                                                        | 3 : 2 | Magallanes            | Estadio Nacional, Santiago                                 |                                                            |
|                        | Julio Dinamarca 11' · Nelson Vásquez 37' (pen.) · Jorge Rodríguez 86' |       | Manuel Baeza 39', 73' | Asistencia: 5.245 espectadores Árbitro(s): Guillermo Budge | Asistencia: 5.245 espectadores Árbitro(s): Guillermo Budge |

| 2 de diciembre de 1978 | Ñublense                                                                 | 3 : 1 | Deportes Ovalle  | Estadio Nacional, Santiago                               |                                                          |
|                        | Mario Cerenderos 8' · Sergio Abayay 17' (pen.) · Leonardo Montenegro 89' |       | Víctor Tapia 30' | Asistencia: 5.245 espectadores Árbitro(s): Manuel Zúñiga | Asistencia: 5.245 espectadores Árbitro(s): Manuel Zúñiga |

2º Fecha
| 5 de diciembre de 1978 | Magallanes                                | 2 : 2 | Deportes Ovalle                       | Estadio Nacional, Santiago                               |                                                          |
|                        | Manuel Baeza 41' · José Bernal 64' (pen.) |       | Adolfo Cortés 74' · Gamboa 88' (pen.) | Asistencia: 3.020 espectadores Árbitro(s): Juan Carvajal | Asistencia: 3.020 espectadores Árbitro(s): Juan Carvajal |

| 5 de diciembre de 1978 | Coquimbo Unido                     | 3 : 1 | Ñublense          | Estadio Nacional, Santiago                              |                                                         |
|                        | Mario Espinoza 49' · Bené 52', 73' |       | Antonio Muñoz 67' | Asistencia: 3.020 espectadores Árbitro(s): Víctor Ojeda | Asistencia: 3.020 espectadores Árbitro(s): Víctor Ojeda |

3º Fecha
| 8 de diciembre de 1978 | Ñublense                                                     | 3 : 1 | Magallanes       | Estadio Nacional, Santiago                               |                                                          |
|                        | Patricio Bonhomme 5' · Jaime Fonseca 17' · Antonio Muñoz 86' |       | Manuel Baeza 44' | Asistencia: 3.370 espectadores Árbitro(s): Enrique Marín | Asistencia: 3.370 espectadores Árbitro(s): Enrique Marín |

| 8 de diciembre de 1978 | Coquimbo Unido                                  | 3 : 3 | Deportes Ovalle                                      | Estadio Nacional, Santiago                                |                                                           |
|                        | Antonio Escudero 50' · Julio Dinamarca 60', 84' |       | Eduardo Gómez 27' · Adrian Tapia 70' · Hugo Iter 71' | Asistencia: 3.370 espectadores Árbitro(s): Ricardo Keller | Asistencia: 3.370 espectadores Árbitro(s): Ricardo Keller |